# 미라클 벨리에
《미라클 벨리에》(프랑스어: La Famille Bélier)는 2014년 공개된 프랑스의 코미디 영화이다. 이 영화의 모티브가 된 《수화, 소리, 사랑해!》의 작가 베로니크 풀랭은 프랑스의 무대 연출가이자 배우인 기 베도스의 비서로 15년 동안 일했는데, 마침 그의 딸 빅토리아 베도스가 베로니크의 이야기를 모티브로 하여 시나리오로 각색하여 '미라클 벨리에'가 만들어졌다. 게다가 영화의 실제 주인공인 베로니크가 영화에 카메오로 출연하기도 했다.

## 출연
- 루안 에메라 : 폴라 벨리에 역
- 카랭 비아르 : 지지 벨리에 역
- 프랑수아 다미앵 : 로돌프 벨리에 역
- 에릭 엘모스 니노 : M. 토마슨 역
- 록산느 듀란 : 마틸드 역
- 마르 소두페 : 도스 산토스 역
- 일리안 버갈라 : 가브리엘 쉐비뇽 역
- 루카 겔버그 : 쿠엔틴 벨리에 역
- 브루노 고밀라 : 호시뉴 역
- 클레멘스 라살라스 : 카헨느 역

## 관련 도서
- 《수화, 소리, 사랑해!》 (한울림스페셜) 2015년 8월 ISBN 978-89931434-5-4 - 원작 서적의 한국어 번역본